# Casco Viejo Bilbao
Pour les articles homonymes, voir Casco.
Le Casco Viejo de Bilbao est un ancien club de hockey sur glace espagnol. Il apparaît dans la Superliga Española dès 1975 et devient rapidement un des clubs phares de la péninsule.
En 1978, il est le premier club espagnol à prendre part à la Coupe d'Europe des clubs champions de hockey sur glace lors d'un affrontement avec le club néerlandais d'Heerenveen.
L'équipe du Casco Viejo change de nom en 1981 pour se muer en Vizcaya Bilbao, ce qui ne l'empêche pas de continuer à caracoler en haut des classements du Championnat d'Espagne de hockey sur glace.
C'est en 1986 que le club doit cesser ses activités. Malgré ses nombreux succès, la rentabilité de la patinoire de Bilbao n'est pas assurée et la municipalité est contrainte de suspendre les activités de leur club phare. C'est cette même année que de nombreux clubs espagnol connaissent des difficultés similaires, ce qui contraint la Fédération espagnole de hockey sur glace à suspendre le championnat pendant deux ans afin de mettre sur pied un programme de développement sportif et financier. Cette trêve ne permet pas au Casco Viejo (devenu Vizcaya) de refaire surface et le club disparaît définitivement.
L'origine du nom de Casco Viejo (Centre ancien en castillan) vient du nom du quartier de Bilbao dans lequel était située la patinoire.

## Palmarès
- Championnat d'Espagne (6) : 1977, 1978, 1979, 1981, 1982, 1983.
- Copa del Rey (2) : 1978, 1981.

## Anciens entraîneurs
- Ștefan Ionescu (1980–1982)
- Louis Chabot (1982-2021)
- Fabien Zarka (2022- ?)

## Historique
| Saison    | Championnat | Coupe d'Espagne | Coupe d'Europe |
| --------- | ----------- | --------------- | -------------- |
| 1975-1976 | 3e          | Finale          | -              |
| 1976-1977 | Champion    | ?               | -              |
| 1977-1978 | Champion    | Vainqueur       | -              |
| 1978-1979 | Champion    | ?               | 1er Tour       |
| 1979-1980 | 2e          | 1/2 Finale      | 1er Tour       |
| 1980-1981 | Champion    | Vainqueur       | -              |
| 1981-1982 | Champion    | Finale          | 1er Tour       |
| 1982-1983 | Champion    | ?               | 2d Tour        |
| 1983-1984 | ?           | ?               | -              |
| 1984-1985 | 4e          | ?               | -              |
| 1985-1986 | ?           | ?               | -              |

## Participations à la Coupe d'Europe
| Saison    | Tour     | Adversaire                    | Score(s)   |
| --------- | -------- | ----------------------------- | ---------- |
| 1978-1979 | 1er Tour | Heerenveen Flyers             | 3-9 ; 2-21 |
| 1979-1980 | 1er Tour | Les Huskies de Chamonix       | 4-12 ; 0-8 |
| 1981-1982 | 1er Tour | Brûleurs de Loups de Grenoble | 2-6 ; 1-3  |
| 1982-1983 | 1er Tour | Brûleurs de Loups de Grenoble | 7-2 ; 6-4  |
|           | 2d Tour  | Heerenveen Flyers             | 8-11 ; 1-9 |

### Bilan européen
| Matchs Joués | Victoires | Nuls | Défaites | Buts marqués | Buts encaissés | Différence |
| ------------ | --------- | ---- | -------- | ------------ | -------------- | ---------- |
| 10           | 2         | 0    | 8        | 34           | 85             | -51        |